# Raphael Pires
Raphael Henrique Pires (16 januari 1997) is een Braziliaans wielrenner die anno 2017 rijdt voor Soul Brasil Pro Cycling Team.

## Carrière
In 2015 werd Pires nationaal kampioen op de weg bij de junioren door solo als eerste over de finish te komen. Een dag later werd hij tweede in de tijdrit.
In 2017 werd Pires prof bij Soul Brasil Pro Cycling Team, dat vanwege een schorsing pas halverwege februari weer aan internationale wedstrijden mocht deelnemen.

## Overwinningen
2015
 Braziliaans kampioen op de weg, Junioren

## Ploegen
- 2017 –  Soul Brasil Pro Cycling Team

Affonso · Almeida · Cardoso · Chaman · Chamorro · Godoy · Gohr · Machado · Morais · Nazaret · Nicácio · Pinheiro · Pires · Ranghetti · D. Silva · L. Silva · Simón